# Rubén González (pianista)
Rubén González Fontanills (Santa Clara, 26 maggio 1919 – L'Avana, 8 dicembre 2003) è stato un pianista cubano.

## Biografia
Rubén cominciò a studiare il pianoforte in tenera età. Iniziò a studiare medicina, ma ben presto abbandonò gli studi a causa di difficoltà economiche. La sua carriera iniziò a fianco di Arsenio Rodríguez, noto esponente del Son. Fece inoltre parte di molte orchestre cubane.
L'apice della sua carriera arrivò quando il chitarrista statunitense Ry Cooder lo contattò per il Buena Vista Social Club.
González è stato sepolto nel cimitero Cristoforo Colombo, a L'Avana.